# Lijst van voetbalinterlands Koeweit - Syrië
Deze lijst van voetbalinterlands is een overzicht van alle officiële voetbalinterlands tussen de nationale teams van Koeweit en Syrië. De landen hebben tot nu toe 33 keer tegen elkaar gespeeld. De eerste ontmoeting, een wedstrijd tijdens de Arab Nations Cup 1963, werd gespeeld in Beiroet (Libanon) op 5 april 1963. Het laatste duel, een vriendschappelijke wedstrijd, werd gespeeld op 17 oktober 2023 in Dubai (Verenigde Arabische Emiraten).

## Wedstrijden
| №  | Plaats    | Datum             | Competitie                 | Wedstrijd       | Uitslag |
| -- | --------- | ----------------- | -------------------------- | --------------- | ------- |
| 1  | Beiroet   | 5 april 1963      | Arab Nations Cup 1963      | Syrië − Koeweit | 3 − 0   |
| 2  | Bangkok   | 17 december 1971  | Azië Cup 1972 kwalificatie | Koeweit − Syrië | 2 − 2   |
| 3  | Teheran   | 4 mei 1973        | WK 1974 kwalificatie       | Syrië − Koeweit | 2 − 1   |
| 4  | Teheran   | 11 mei 1973       | WK 1974 kwalificatie       | Syrië − Koeweit | 2 − 0   |
| 5  | Singapore | 9 december 1984   | Azië Cup 1984              | Koeweit − Syrië | 3 − 1   |
| 6  | Damascus  | 22 maart 1985     | WK 1986 kwalificatie       | Syrië − Koeweit | 1 − 0   |
| 7  | Koeweit   | 12 april 1985     | WK 1986 kwalificatie       | Koeweit − Syrië | 0 − 0   |
| 8  | Amman     | 14 juli 1988      | Arab Nations Cup 1988      | Syrië − Koeweit | 1 − 0   |
| 9  | Doha      | 8 december 1988   | Azië Cup 1988              | Syrië − Koeweit | 1 − 0   |
| 10 | Koeweit   | 14 mei 1992       | Vriendschappelijk          | Koeweit − Syrië | 0 − 0   |
| 11 | Aleppo    | 17 september 1992 | Vriendschappelijk          | Syrië − Koeweit | 1 − 2   |
| 12 | Koeweit   | 16 maart 1993     | Vriendschappelijk          | Koeweit − Syrië | 2 − 1   |
| 13 | Damascus  | 5 maart 1996      | Vriendschappelijk          | Syrië − Koeweit | 0 − 2   |
| 14 | Koeweit   | 23 mei 1996       | Vriendschappelijk          | Koeweit − Syrië | 3 − 1   |
| 15 | Koeweit   | 19 november 1996  | Vriendschappelijk          | Koeweit − Syrië | 2 − 2   |
| 16 | Doha      | 26 september 1998 | Arab Nations Cup 1998      | Syrië − Koeweit | 0 − 4   |
| 17 | Koeweit   | 31 januari 2000   | Vriendschappelijk          | Koeweit − Syrië | 4 − 0   |
| 18 | Doha      | 17 januari 2001   | Vriendschappelijk          | Koeweit − Syrië | 2 − 0   |
| 19 | Koeweit   | 29 december 2001  | Vriendschappelijk          | Koeweit − Syrië | 0 − 0   |
| 20 | Koeweit   | 31 december 2001  | Vriendschappelijk          | Koeweit − Syrië | 2 − 2   |
| 21 | Koeweit   | 1 juni 2004       | Vriendschappelijk          | Koeweit − Syrië | 0 − 1   |
| 22 | Koeweit   | 3 juni 2004       | Vriendschappelijk          | Koeweit − Syrië | 1 − 2   |
| 23 | Tripoli   | 29 september 2004 | Vriendschappelijk          | Koeweit − Syrië | 1 − 1   |
| 24 | Koeweit   | 26 januari 2005   | Vriendschappelijk          | Koeweit − Syrië | 3 − 2   |
| 25 | Damascus  | 2 juni 2008       | WK 2010 kwalificatie       | Syrië − Koeweit | 1 − 0   |
| 26 | Koeweit   | 8 juni 2008       | WK 2010 kwalificatie       | Koeweit − Syrië | 4 − 2   |
| 27 | Koeweit   | 23 januari 2009   | Vriendschappelijk          | Koeweit − Syrië | 2 − 3   |
| 28 | Jahra     | 26 oktober 2009   | Vriendschappelijk          | Koeweit − Syrië | 1 − 0   |
| 29 | Al Ain    | 19 februari 2010  | Vriendschappelijk          | Koeweit − Syrië | 1 − 1   |
| 30 | Koeweit   | 3 september 2010  | Vriendschappelijk          | Koeweit − Syrië | 3 − 0   |
| 31 | Amman     | 26 september 2010 | West-Azië Cup 2010         | Syrië − Koeweit | 1 − 2   |
| 32 | Koeweit   | 20 november 2018  | Vriendschappelijk          | Koeweit − Syrië | 1 − 2   |
| 33 | Dubai     | 17 oktober 2023   | Vriendschappelijk          | Syrië − Koeweit | 1 − 2   |

## Samenvatting
| Competitie            | Totaal gespeeld | Winst Koeweit | Gelijk | Winst Syrië | Doelsaldo Koeweit – Syrië |
| --------------------- | --------------- | ------------- | ------ | ----------- | ------------------------- |
| WK-kwalificatie       | 6               | 1             | 1      | 4           | 5 − 8                     |
| Azië Cup              | 2               | 1             | 0      | 1           | 3 − 2                     |
| Azië Cup-kwalificatie | 1               | 0             | 1      | 0           | 2 − 2                     |
| West-Azië Cup         | 1               | 1             | 0      | 0           | 2 − 1                     |
| Arab Nations Cup      | 3               | 1             | 0      | 2           | 4 − 4                     |
| Vriendschappelijk     | 20              | 10            | 6      | 4           | 34 − 20                   |
| Totaal                | 33              | 14            | 8      | 11          | 50 − 37                   |

KFA · A-internationals · Bondscoaches · Statistieken · Koeweits vrouwenelftal · Koeweit U21 · Koeweit U20 · Koeweit U19 · Koeweit U18 · Koeweit U17
1960 – 1969 · 
1970 – 1979 · 
1980 – 1989 · 
1990 – 1999 · 
2000 – 2009 · 
2010 – 2019 ·
2020 − 2029
WK 1982
OS 1980 ·
OS 1992 ·
OS 2000
1961 · 
1962 · 
1963 · 
1964 · 
1965 · 
1966 · 
1967 · 
1968 · 
1969 · 
1970 · 
1971 · 
1972 · 
1973 · 
1974 · 
1975 · 
1976 · 
1977 · 
1978 · 
1979 · 
1980 · 
1981 · 
1982 · 
1983 · 
1984 · 
1985 · 
1986 · 
1987 · 
1988 · 
1989 · 
1990 · 
1991 · 
1992 · 
1993 · 
1994 · 
1995 · 
1996 · 
1997 · 
1998 · 
1999 · 
2000 · 
2001 · 
2002 · 
2003 · 
2004 · 
2005 · 
2006 · 
2007 · 
2008 · 
2009 · 
2010 · 
2011 · 
2012 · 
2013 ·
2014 ·
2015 ·
2016 ·
2017 ·
2018 ·
2019 ·
2020 ·
2021 ·
2022
Afghanistan ·
Algerije ·
Armenië ·
Australië ·
Azerbeidzjan ·
Bahrein ·
Bangladesh ·
Bhutan ·
Bosnië en Herzegovina ·
Bulgarije ·
Cambodja ·
China ·
Colombia · 
Cyprus ·
DDR ·
Duitsland ·
Ecuador ·
Egypte ·
Engeland ·
Filipijnen ·
Finland ·
Frankrijk ·
Hongarije · 
Hongkong ·
IJsland ·
India ·
Indonesië ·
Irak ·
Iran ·
Ivoorkust ·
Japan ·
Jemen ·
Jordanië ·
Kameroen ·
Kazachstan ·
Kenia ·
Kirgizië ·
Laos ·
Letland ·
Libanon ·
Libië ·
Litouwen ·
Macau ·
Maleisië ·
Mali ·
Malta ·
Marokko ·
Mongolië ·
Myanmar ·
Nepal ·
Nieuw-Zeeland ·
Noord-Korea ·
Noorwegen ·
Oeganda ·
Oezbekistan ·
Oman ·
Pakistan ·
Palestina ·
Polen ·
Portugal ·
Qatar ·
Saoedi-Arabië ·
Singapore ·
Slowakije ·
Soedan ·
Sovjet-Unie ·
Syrië ·
Tadzjikistan ·
Taiwan ·
Thailand ·
Trinidad en Tobago ·
Tsjechië ·
Tsjecho-Slowakije ·
Tunesië ·
Turkmenistan ·
Verenigde Arabische Emiraten ·
Verenigde Staten ·
Vietnam ·
Wales ·
Zambia ·
Zimbabwe ·
Zuid-Korea ·
Zuid-Vietnam
Engeland (1982) · 
Frankrijk (1982) · 
Tsjecho-Slowakije (1982)
SFA · A-internationals · Syrisch vrouwenelftal
1940 - 1949 · 
1950 - 1959 · 
1960 - 1969 · 
1970 - 1979 · 
1980 - 1989 · 
1990 - 1999 · 
2000 – 2009 · 
2010 – 2019 ·
2020 − 2029
Afghanistan ·
Algerije ·
Australië ·
Bahrein ·
Bangladesh ·
Cambodja ·
China ·
Cyprus ·
Egypte ·
Filipijnen ·
Griekenland ·
Guam ·
Haïti ·
Hongkong ·
India ·
Indonesië ·
Irak ·
Iran ·
Japan ·
Jemen ·
Jordanië ·
Kazachstan ·
Kirgizië ·
Koeweit ·
Laos ·
Libanon ·
Libië ·
Malediven ·
Maleisië ·
Marokko ·
Mauritanië ·
Mauritius ·
Myanmar ·
Nepal ·
Noord-Korea ·
Oezbekistan ·
Oman ·
Pakistan ·
Palestina ·
Qatar ·
Rusland ·
San Marino ·
Saoedi-Arabië ·
Singapore ·
Soedan ·
Sovjet-Unie ·
Sri Lanka ·
Tadzjikistan ·
Taiwan ·
Thailand ·
Tunesië ·
Turkije ·
Turkmenistan ·
Venezuela ·
Verenigde Arabische Emiraten ·
Vietnam ·
Wit-Rusland ·
Zuid-Jemen ·
Zuid-Korea ·
Zweden